# Ichneumon resinanae
Ichneumon resinanae är en stekelart som beskrevs av Julius Theodor Christian Ratzeburg 1852. Ichneumon resinanae ingår i släktet Ichneumon och familjen brokparasitsteklar. Inga underarter finns listade i Catalogue of Life.